# Гигроцибе красивая
Гигро́цибе краси́вая (лат. Hygrocybe laeta) — гриб из рода Гигроцибе (Hydrocybe) семейства Гигрофоровые (Hygrophoraceae).
Синонимы:
- Agaricus laetus Pers., 1800basionym
- Gliophorus laetus (Pers.) Herink, 1958
- Hygrophorus houghtonii Berk. & Broome, 1873
- Hygrophorus laetus (Pers.) Fr., 1838
- Hygrophorus laetus f. hougthonii (Berk. & Broome) Quél., 1880

## Описание
- Шляпка 1—3,5 см в диаметре, в молодом возрасте выпуклой, затем уплощённой или вдавленной формы, окрашена разнообразно, в молодом возрасте сиреневато-серого или светло-винно-серого цвета, нередко с оливковым оттенком, затем становится красно-оранжевой или рыже-красной, реже розоватая или зеленоватая, гладкая, слизистая.
- Мякоть тонкая, одного цвета со шляпкой или светлее, обычно без особого вкуса и запаха.
- Гименофор пластинчатый, пластинки приросшие к ножке или нисходящие на неё, окрашены обычно под цвет шляпки, иногда с сиреневато-розовыми краями, довольно редкие.
- Ножка 3—12 см длиной и 0,2—0,6 см толщиной, обычно одного цвета со шляпкой, в верхней части нередко с сиреневато-серым оттенком, полая, гладкая, слизистая. Кольцо отсутствует.
- Споровый порошок белого или светло-кремового цвета. Споры 5—8×3—5 мкм, эллиптической или почти яйцевидной формы, с гладкой поверхностью. Базидии двух- и четырёхспоровые, 25—66×4—7 мкм. Плевроцистиды отсутствуют. Хейлоцистиды 25—52×1,5—2,5 мкм.
- Съедобна, однако собирается редко.

## Ареал и экология
Известна из Европы, Северной и Южной Америки и Японии. Произрастает обычно группами, на земле или на гумусе, в хвойных и смешанных лесах.

## Сходные виды
- Hygrocybe xanthochroa (P.D. Orton) M.M. Moser 1967 отличается окраской и отсутствием хейлоцистид.